# مطار عثماني الدولي
مطار عثماني الدولي (بالبنغالية: ওসমানী আন্তর্জাতিক বিমানবন্দর)‏(إياتا: ZYL، إيكاو: VGSY) هو مطار دولي يخدم مدينة سيلهيت في بنغلاديش. هو ثالث أكبر مطار في بنغلاديش بعد مطاري دكا وشيتاغونغ.

## شركات الطيران

### الركاب
| شركـات طيـران              | الوجهات | Refs.         |
| -------------------------- | --- | ------------- |
| Air Astra                  | مطار شاه جلال الدولي | [ 3 ]         |
| خطوط بيمان بنغلاديش الجوية | مطار شاه أمانات الدولي، مطار كوكس بازار، مطار شاه جلال الدولي، مطار حمد الدولي، مطار دبي الدولي، مطار الملك عبد العزيز الدولي، مطار لندن هيثرو، مطار مانشستر، مطار الشارقة الدولي | [ 9 ]         |
| نوفو إير                   | مطار شاه جلال الدولي | [ 10 ]        |
| يو إس بنغلا للطيران        | مطار شاه جلال الدولي، مطار مسقط الدولي | [ 11 ] [ 12 ] |

### الشحن
| شركـات طيـران | الوجهات                               | Refs.  |
| ------------- | ------------------------------------- | ------ |
| SkyAir        | مطار شاه جلال الدولي، مطار كوكس بازار | [ 13 ] |